# Kostel svatého Jana Nepomuckého (Skuhrov)
Kostel svatého Jana Nepomuckého je římskokatolický barokní kostel ve Skuhrově. Od roku 1958 je prohlášen kulturní památkou.

## Historie
Původní gotický kostel byl na místě postaven již v první polovině 14. století. Byl několikrát stavebně upraven v letech 1688, 1693, 1707 až 1712 a 1727. Kompletní, pozdně barokní přestavbou, prošel kostel v letech 1752 až 53. Roku 1811 byla dostavěna empírová věž na místo původní dřevěné zvonice.

## Popis
Jednolodní pozdně barokní kostel stojí uprostřed hřbitova. Hlavní oltář je konce 18. století, dva boční oltáře zasvěcené svatému Janu Nepomuckému se čtrnácti svatými pomocníky a Panně Marii byly vytvořeny okolo roku 1700.